# Buick Verano
El Buick Verano es un automóvil del segmento D fabricado por General Motors bajo su firma Buick en la planta de ensamblaje de Orion en Orion Township, Míchigan y en China en colaboración con SAIC Motor, SAIC-GM (también llamado Shanghai GM). El Verano debutó en el Salón Internacional del Automóvil de América del Norte el 10 de enero de 2011, durante una vista previa del modelo que iba a ser lanzado en el 2012 por Buick. Es el primer compacto comercializado por Buick en los Estados Unidos desde el Buick Skylark de 1998. Usa el modelo la palabra Verano del lenguaje español.
Comparte la misma plataforma que el Chevrolet Cruze, la plataforma Delta II.